# Corynebacterium
Corynebacterium (von griechisch κορύνη korýnē, deutsch ‚Keule‘) ist eine Gattung aerob bis fakultativ anaerob lebender, grampositiver Bakterien mit hohem GC-Gehalt. Die Vertreter sind zwischen 3 und 5 μm lang, bilden keine Sporen und sind unbeweglich. Corynebakterien gehören in die CMNR-Gruppe, wie auch Mycobakterium, Nocardia und Rhodococcus. Diese Gruppe zeichnet ein hoher GC-Gehalt im Genom aus, sowie Mykolsäuren, Arabinogalactan und Peptidoglycan in ihrer Zellmembran.
Die Gattung ist vielfältig; einige Vertreter sind für den Menschen oder Tiere pathogen. Andere sind Saprophyten und leben auf verfaulenden Pflanzenresten. Einige Arten kommen häufig in der Schleimhautflora und auf der Haut des Menschen vor.

## Merkmale und Nachweis
Eine Besonderheit der Zellwand, die als Kennzeichen für das Corynebacterium dient, sind die in ihr enthaltenen meso-2,6-Diaminopimelinsäuren, die Zucker Galactose und Arabinose und die Mykolsäuren. Im Zellplasma sind anfärbbare Körnchen, sogenannte Polkörnchen zu finden, die Polyphosphate enthalten. Sie werden durch die Neisser-Färbung nachgewiesen. Das Bakterium erscheint danach gelb gefärbt mit dunklen Polkörnchen am Zellende. Die Bakterien lassen sich auf Blutagar kultivieren, das für die Identifizierung von Infektionskrankheiten wichtige Enzym Katalase ist vorhanden. Eine Unterscheidung der verschiedenen Arten kann durch den Nachweis verschiedener Stoffwechselreaktionen erfolgen. Die Anwesenheit des Enzyms Urease zum Harnstoffabbau, der Cystinabbau, Nitratreduktion, Glukosevergärung und Saccharose dienen als Kriterien.

## Zellform und Zellteilung
Die Zellen der Corynebakterien haben meist eine charakteristische Keulenform. Die Form entsteht durch ein geschwollenes Ende der Zelle. Diese Zellmorphologie war auch namengebend (koryne ist altgriechisch und bedeutet „Keule“). Allgemein bezeichnet man Bakterien, deren Zellen an einem Ende keulenartig verdickt sind, als „Coryneforme“. Corynebacterium ist pleomorph, während des Wachstums kann die Form zwischen stäbchenförmig und kokkoid wechseln.
Oft bleiben Zellen nach der Teilung miteinander verbunden, sie erscheinen unter dem Mikroskop in V-Form. Dies entsteht durch die sogenannte postfisionäre Schnappbewegung (englisch: Snapping Postfission Movements), oder einfach Schnappteilung (Snapping Division). Die Zellwand besteht bei Corynebakterien aus zwei Schichten, nur die innere nimmt an der Zellteilung teil, die äußere umrundet danach die beiden Tochterzellen. Kurz nach der Teilung reißt die äußere an einer begrenzten Stelle ein. Die beiden Zellen bewegen sich dann von der Seite, an der die Zerreißung stattfand fort, sie schnappen auseinander und bilden nun die markante V-Form.

## Pathogenität
Pathogene Vertreter der Corynebakterien wie Corynebacterium diphtheriae können, wenn sie durch einen bestimmten Bakteriophagen infiziert sind, Diphtherie auslösen.
Dabei wird das sogenannte tox Gen, von Corynebakteriophagen auf potentiell pathogene Vertreter übertragen und in deren Genom integriert. Das tox Gen kodiert für das Diphtherietoxin, welches im Zytoplasma der eukaryontischen Wirtszelle die Proteinbiosynthese hemmt (inhibiert) und so die menschlichen Zelle abtötet. Ist das Bakterium nicht von diesem Bakteriophagen befallen, kann es zu keiner klassischen Diphtherieerkrankung kommen. Auch einige Stämme des nah verwandten Corynebacterium ulcerans sind in der Lage, Symptome einer Diphtherie auszulösen.
Eine wichtige apathogene Corynebakterienvariante ist Corynebacterium glutamicum, welche als Modellorganismus für die Untersuchung anderer pathogener Vertreter genutzt wird. Für die Industrie ist diese u. a. als Erzeuger der Glutaminsäure wichtig.
Das in der Regel multiresistente grampositive Stäbchen Corynebacterium jeikeium ist ein Hautkeim und Schleimhautbesiedler beim Menschen. Es kann nosokomiale Wundinfektionen, Bakteriämie und Endokarditis verursachen. Infektionen damit können mit Fremdmaterialien wie künstlichen Shunts und Prothesen assoziiert sein. Die antibiotische Therapie erfolgt mit Vancomycin oder Rifampicin, alternativ auch mit Teicoplanin oder Aminoglykosiden.

## Taxonomie
Die Corynebakterien zählen zu den Actinobacteria, eine Gruppe von grampositiven Bakterien.
Einige Arten:
- Corynebacterium afermentans (Riegel et al. 1993)
  - Corynebacterium afermentans subsp. afermentans Riegel et al. 1993
  - Corynebacterium afermentans subsp. lipophilum Riegel et al. 1993
- Corynebacterium ammoniagenes (Cooke and Keith 1927) Collins 1987 (Synonym: Brevibacterium ammoniagenes)
- Corynebacterium amycolatum (Collins et al. 1988)
- Corynebacterium atypicum (Hall et al. 2003)
- Corynebacterium auris (Funke et al. 1995)
- Corynebacterium bovis (Bergey et al. 1923)
- Corynebacterium callunae (Lee and Good 1963) Yamada and Komagata 1972
- Corynebacterium casei (Brennan et al. 2001)
- Corynebacterium confusum (Funke et al. 1998)
- Corynebacterium diphtheriae (Kruse 1886) Lehmann and Neumann 1896
- Corynebacterium glucuronolyticum (Funke et al. 1995)
- Corynebacterium glutamicum (Kinoshita et al. 1958) Abe et al. 1967
- Corynebacterium halotolerans (Chen et al. 2004)
- Corynebacterium hansenii (Renaud et al. 2007)
- Corynebacterium jeikeium (Jackman et al. 1988)
- Corynebacterium matruchotii (Mendel 1919) Collins 1983[6][7]
- Corynebacterium minutissimum (ex Sarkany et al. 1962) Collins and Jones 1983 (Auslöser des Erythrasma)
- Corynebacterium mycetoides (ex Castellani 1942) Collins 1983
- Corynebacterium pseudotuberculosis (Buchanan 1911, Eberson 1918)
- Corynebacterium resistens (Otsuka et al. 2005)
- Corynebacterium striatum (Chester 1901) Eberson 1918
- Corynebacterium tuscaniense (Riegel et al. 2006)

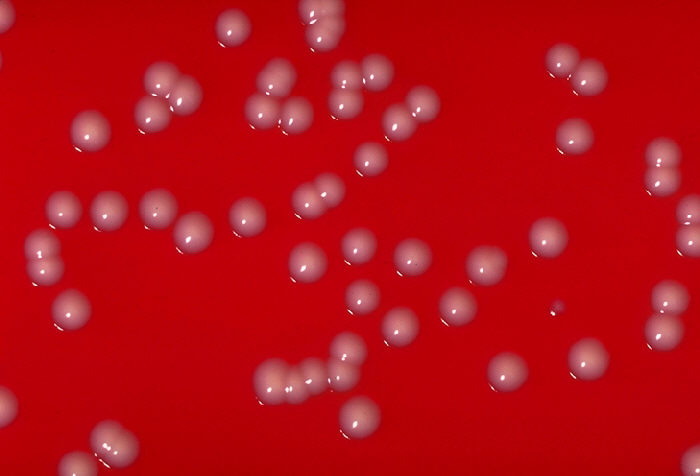
Corynebacterium ulcerans-Kolonien auf einer Platte mit Blutagar

- Corynebacterium ulcerans (ex Gilbert and Stewart 1927) Riegel et al. 1995
- Corynebacterium urealyticum (Pitcher et al. 1992) (Corynebacteria der Gruppe D2)
- Corynebacterium uropygiale Markus Santhosh Braun, Stefan Zimmermann, Maria Danner, Harun-or Rashid & Michael Wink 2016
- Corynebacterium vitaeruminis (Bechdel et al. 1928) Lanéelle et al. 1980 (früher Brevibacterium vitarumen)
- Corynebacterium xerosis (Lehmann & Neumann 1896) Lehmann & Neumann 1899

Corynebacterium equi (Magnusson 1923) syn. Corynebacterium purulentus wird nach vorherrschender Ansicht zu Rhodococcus equi verschoben.

## Meldepflicht
In Deutschland ist der direkte oder indirekte Nachweis von Toxin-bildenden Corynebacteria namentlich meldepflichtig nach § 7 des Infektionsschutzgesetzes, soweit der Nachweis auf eine akute Infektion hinweist.
In der Schweiz ist ein positiver laboranalytischer Befund (oder ein negativer Befund bei Test auf Toxin-Gen) zum Erreger Corynebacterium diphtheriae und anderer toxinbildende Corynebakterien (C. ulcerans, C. pseudo-tuberculosis) meldepflichtig und zwar nach dem Epidemiengesetz (EpG) in Verbindung mit der Epidemienverordnung und Anhang 3 der Verordnung des EDI über die Meldung von Beobachtungen übertragbarer Krankheiten des Menschen.